# Gretna (Floride)
Pour les articles homonymes, voir Gretna.
Gretna est une ville américaine située dans le comté de Gadsden, dans la région de Big Bend, en Floride.

## Démographie
| 1950 | 1960 | 1970 | 1980  | 1990  | 2000  |
| ---- | ---- | ---- | ----- | ----- | ----- |
| 385  | 647  | 883  | 1 557 | 1 981 | 1 709 |

| 2010  | - | - | - | - | - |
| ----- | - | - | - | - | - |
| 1 460 | - | - | - | - | - |

Selon le recensement de 2010, Gretna compte 1 460 habitants. La municipalité s'étend sur 6,03 milles carrés (15,62 km2).